# جريفين بيل
جريفين بيل (بالإنجليزية: Griffin Bell)‏ (و. 1918 – 2009 م) هو محام من الولايات المتحدة الأمريكية ولد في أميريكوس.
تولى منصب نائب عام الولايات المتحدة .وهو عضو في الحزب الديمقراطي الأمريكي .

## روابط خارجية
- جريفين بيل على موقع مونزينجر (الألمانية)
- جريفين بيل على موقع إن إن دي بي (الإنجليزية)